# Tangeïta
La tangeïta és un mineral de la classe dels fosfats, que pertany al grup de l'adelita-descloizita. Rep el nom pel lloc del seu descobriment, que està situat al canó Tange (Kirguizstan). Durant molt de temps també va ser coneguda com a calciovolborthita.

## Característiques
La tangeïta és un vanadat de fórmula química CaCu(VO₄)(OH). Cristal·litza en el sistema ortoròmbic. La seva duresa a l'escala de Mohs és 3,5.
Segons la classificació de Nickel-Strunz, la tangeïta pertany a «08.BH: Fosfats, etc. amb anions addicionals, sense H₂O, amb cations de mida mitjana i gran, (OH, etc.):RO₄ = 1:1» juntament amb els següents minerals: thadeuïta, durangita, isokita, lacroixita, maxwellita, panasqueiraïta, tilasita, drugmanita, bjarebyita, cirrolita, kulanita, penikisita, perloffita, johntomaïta, bertossaïta, palermoïta, carminita, sewardita, adelita, arsendescloizita, austinita, cobaltaustinita, conicalcita, duftita, gabrielsonita, niquelaustinita, gottlobita, hermannroseïta, čechita, descloizita, mottramita, pirobelonita, bayldonita, vesignieïta, paganoïta, jagowerita, carlgieseckeïta-(Nd), attakolita i leningradita.

## Formació i jaciments
Va ser descoberta al filó Glavnaya del dipòsit de coure, vanadi i urani de Tyuya-Muyun, a la província d'Oix, (Kirguizstan). També ha estat descrita en altres indrets del país de la seva localitat tipus, així com als Estats Units, Canadà, Mèxic, Xile, Àustria, Alemanya, Anglaterra, Itàlia, Namíbia i Rússia.